# ماتامالا د آلماسان
ماتامالا د آلماسان (به اسپانیایی: Matamala de Almazán) یک دهستان در اسپانیا است که در سریا واقع شده‌است.

## خصوصیات
ماتامالا د آلماسان ۶۲ کیلومترمربع مساحت و ۳۷۸ نفر جمعیت دارد.